# 环戊［cd］戊搭烯
环戊[cd]戊搭烯，也被称作裤衩烯，是一种三环反芳香性有机化合物，其分子式为C10H6，由三个五元环两两相并而成，中央的碳原子是三个环所共有的。环戊[cd]戊搭烯含五个双键，其分子外围有四个，另有一个和中央的碳原子直接相连。
环戊[cd]戊搭烯的阴离子可以与两个锂离子作用而使其稳定性增强。自由基负离子也已被发现。